# Voeding Nu
Voeding Nu is een Nederlandstalig semiwetenschappelijk tijdschrift dat zich richt op de relaties tussen voedsel en gezondheid. Het tijdschrift richt zich op de voedingsprofessional en vertaalt wetenschappelijke studies in relevante subthema's tot meer leesbare artikelen voor de doelgroep. Het biedt een platform voor Nederlandse en Belgische voedingsdeskundigen.

## Geschiedenis
Het tijdschrift Voeding werd van 1939 tot 14 februari 1985 uitgegeven door de Stichting tot Wetenschappelijke Voorlichting op Voedingsgebied. Op die datum vond een fusie plaats met de Stichting het Nederlands Instituut voor de Voeding, waarbij de naam werd veranderd in Stichting Voeding Nederland, dat Voeding bleef uitgeven. In december 1998 fuseerde het tijdschrift Voeding met het maandblad Voeding en Voorlichting. Hieruit kwam Voeding Nu voort dat in 1998 onderdeel werd van het Voorlichtingsbureau voor de Voeding (het huidige Voedingscentrum). Sinds 2010 wordt Voeding Nu uitgegeven door Mybusinessmedia.

## Doel en inhoud
Het toenmalige tijdschrift Voeding was gericht op de verspreiding van Nederlandstalige informatie uit de voedingswetenschap voor een vakpubliek dat in zijn werk met voeding te maken heeft. Het tijdschrift Voeding en Voorlichting was een voorlichtingsmagazine van het toenmalige Voorlichtingsbureau voor de Voeding van de overheid dat zich richtte op zogeheten intermediairen en had tot doel voedingsprofessionals, zoals diëtisten en gezondheidsvoorlichters, van praktische informatie te zien.
Voeding Nu biedt een platform voor voedingsdeskundigen in Nederland en België om voedingsissues uit te diepen. Anders dan organisaties als het Voedingscentrum die de Richtlijnen Goede Voeding van de Gezondheidsraad vertalen naar het publiek, voor een eenduidige voedingsvoorlichting, wordt binnen de kolommen van Voeding Nu gediscussieerd over de bestaande opvattingen.
Voeding Nu heeft een journalistieke redactie die werkt op basis van een redactiestatuut. Behalve journalistieke artikelen bevat het tijdschrift artikelen van externe auteurs, vaak onderzoekers van universiteiten of medewerkers van instituten of (voedings)bedrijven. Artikelen van externe auteurs worden beoordeeld door de redactie en een leescommissie van de redactieadviesraad op geschiktheid voor publicatie. De leden van de adviesraad zijn afkomstig uit verschillende Nederlandse en Belgische, nationale voedingsinstellingen, universiteiten en bedrijven. Een belangrijk criterium voor de publicatie van artikelen is dat de informatie in lijn is met wetenschap die evidence based is. Artikelen worden inhoudelijk gecontroleerd op juistheid en consistentie. De beoordeling van artikelen geldt alleen voor publicaties die worden opgenomen in de gedrukte uitgave van Voeding Nu.